# Drosophila orthoptera
Drosophila orthoptera este o specie de muște din genul Drosophila, familia Drosophilidae. A fost descrisă pentru prima dată de Hardy în anul 1965. Conform Catalogue of Life specia Drosophila orthoptera nu are subspecii cunoscute.